# Oscar Alberto Ortiz
Oscar Alberto Ortiz (ur. 8 kwietnia 1953 w Chacabuco) – piłkarz argentyński grający na pozycji lewego pomocnika.

## Kariera klubowa
Ortiz jest wychowankiem klubu San Lorenzo de Almagro. W jego barwach zadebiutował już w 1971 roku, gdy liczył sobie 18 lat. Rok później wywalczył z San Lorenzo swój pierwszy sukces jakim było mistrzostwo fazy Metropolitano, a jeszcze w tym samym sezonie klub okazał się najlepszy także w fazie Nacional. Kolejny i zarazem ostatni sukces w San Lorenzo Ortiz osiągnął w 1974 roku, gdy mógł czuć się po raz drugi zwycięzcą Nacional. W klubie z Buenos Aires Ortiz grał do roku 1976 i wtedy przeniósł się do brazylijskiego Grêmio Porto Alegre, jednak nie grał tam tak dobrze jak w rodzimej lidze i zaledwie po roku wrócił do Argentyny, tym razem zasilając skład River Plate. W River spędził 4 lata i tutaj osiągał kolejne sukcesy, jak mistrzostwo Metropolitano w latach 1977, 1979 oraz 1980, a także mistrzostwo Nacional w 1979 roku. W 1981 roku River Plate sprzedało Ortiza do Huracanu Buenos Aires. Zawodnik przebywał tam przez 2 lata, jednak nie wyróżnił się niczym i w 1982 roku trafił do CA Independiente. Grał tam przez rok i w 1983 zdobył piąte w karierze mistrzostwo Metropolitano, a po sezonie zakończył piłkarską karierę w wieku 30 lat. W lidze argentyńskiej rozegrał łącznie 317 meczów i zdobył 32 gole.

## Kariera reprezentacyjna
W reprezentacji Argentyny Ortiz zadebiutował 18 lipca 1975 roku w wygranym 3:2 meczu z Urugwajem. W 1978 roku został powołany przez selekcjonera Cesara Luisa Menottiego do kadry na mistrzostwa świata, których gospodarzem była Argentyna. Zagrał tam w 6 meczach, w tym 4 od pierwszych minut. Zagrał także w wygranym 3:1 po dogrywce finale z Holandią (w 75. minucie został zmieniony przez René Housemana) i został z kolegami mistrzem świata. Karierę reprezentacyjną zakończył w 1979 roku, a w kadrze "Albicelestes" przez 4 lata wystąpił w 23 meczach i zdobył 3 gole.

## Sukcesy
- Mistrzostwo fazy Metropolitano: 1972 z San Lorenzo, 1977, 1979, 1980 z River Plate, 1983 z Independiente
- Mistrzostwo fazy Nacional: 1972, 1974 z San Lorenzo, 1979 z River Plate
- Mistrzostwo świata: 1978